# ラブ&デス (映画)
『ラブ&デス』（英: Love and Death on Long Island）は、1997年に製作されたイギリス・カナダの映画。ジョン・ハート主演。

## キャスト
- ジャイルズ・デアス：ジョン・ハート
- ロニー・ボストニック：ジェイソン・プリーストリー
- オードリー：フィオナ・ローウィ
- シーラ・ハンコック
- モーリー・チェイキン